# Caldaro sulla Strada del Vino
Caldaro sulla Strada del Vino, németül: Kaltern an der Weinstraße, település Olaszországban, Bolzano autonóm megyében. Lakosainak száma 8137 fő (2023. január 1.). Caldaro sulla Strada del Vino Amblar-Don, Appiano sulla Strada del Vino, Cavareno, Egna, Ruffré-Mendola, Sarnonico, Termeno sulla Strada del Vino és Vadena községekkel határos.

## Népesség
A település népességének változása:
| Lakosok száma | 7215 | 8004 | 8046 | 8137 |
|               | 2004 | 2017 | 2018 | 2023 |